# Wilde Fräulein
Der Berg Wilde Fräulein ist ein 1615 m ü. NHN hoher Gipfel in den Schlierseer Bergen.
Der felsige Gipfel erhebt sich in einem südlichen Kammausläufer des Jägerkamp über der Schönfeldalm.
Dort verläuft auch ein Weg zu ebendiesem und dem Gipfel der Wilden Fräulein, er unterliegt aber einem zeitweisen Betretungsverbot aus Naturschutzgründen.